# Gerard Koudijs
Gerard Koudijs (Wageningen, 22 april 1906 – Zeist, 17 januari 1982) was een Nederlands ambtenaar, woordvoerder, marineofficier en politicus voor de Volkspartij voor Vrijheid en Democratie (VVD).

## Levensloop
Gerard Koudijs werd geboren als zoon van de architect Johan Koudijs en Frederica Maria Balfoort. Na de Hogereburgerschool deed Koudijs van 1924 tot 1927 de officiersopleiding aan de Koninklijk Instituut voor de Marine te Den Helder. Van 1937 tot 1939 deed hij de Hogere Marine-Krijgsschool te Den Haag. Hij begon zijn carrière in 1929 als officier bij de onderzeedienst. Daarna was hij ambtenaar bij het Ministerie van Defensie. Van 1939 tot 1958 was Koudijs werkzaam bij de marine. Daarna stapte hij over naar het bedrijfsleven en was van 1958 tot 1960 lid van de directie van de Koninklijk Nederlands Meteorologisch Instituut. Van 1960 tot 1962 was hij daar adjunct-directeur en van 1962 tot 1965 was hij directeur van de Scheepsbouwbelangen N.V. te Den Haag. Van 23 februari 1967 tot 7 december 1972 was Koudijs lid van de Tweede Kamer der Staten-Generaal. Hij hield zich in de Tweede Kamer der Staten-Generaal voornamelijk bezig met civiele verdediging en scheepvaartaangelegenheden. Hij was tevens woordvoerder van defensie van de VVD Tweede Kamerfractie.

## Persoonlijk
Op 26 augustus 1958 te Laren trouwde Koudijs met Cunegonda Jacoba barones Taets van Amerongen tot Woudenberg (1919-1996) en samen hadden ze geen kinderen.

## Partijpolitieke functies
- Lid van het bestuur van de VVD afdeling Doorn

## Nevenfuncties
- Lid van het Noord-Atlantische Assemblée
- Algemeen adviseur van de Gateway Consultants BV
- Voorzitter van de vaste commissie voor de Scheepvaart

## Onderscheidingen
- Ridder in de Orde van de Nederlandse Leeuw
- Officier in de Orde van Oranje-Nassau met de zwaarden
- Officier van de Distinguished Service Cross
- Officier in het Legioen van Verdienste
- Bronzen Leeuw wegens ontsnapping met de Hr.Ms. O 23 op 13-14 mei 1940 vanuit Rotterdam